# Mathias Albert
Mathias Albert (* 1967) ist Professor für Politikwissenschaft an der Universität Bielefeld. Er arbeitet maßgeblich an der Shell-Jugendstudie mit.

## Biographie
Albert studierte Politikwissenschaft, Philosophie und Rechtsphilosophie an der Johann Wolfgang Goethe-Universität in Frankfurt am Main,  Washington D.C. und  Canterbury. Er promovierte 1996 in Frankfurt und habilitierte sich 2000 an der TU Darmstadt. Seit März 2001 hat er eine Professur für Politikwissenschaft an der Fakultät für Soziologie der Universität Bielefeld.

## Veröffentlichungen
- Fallen der (Welt-)Ordnung. Internationale Beziehungen und ihre Theorien zwischen Moderne und Postmoderne. 1996
- (zus. mit Lothar Brock, Stephan Hessler, Ulrich Menzel, Jürgen Neyer) Die neue Weltwirtschaft. Entstofflichung und Entgrenzung der Ökonomie. 1999.
- (Hg. Zus. Mit Lothar Brock und Klaus-Dieter Wolf) Civilizing World Politics: Society and Community Beyond the State. 2000.
- (Hg. zus. mit David Jacobson und Yosef Lapid) Identities, Borders, Orders: Rethinking International Relations Theory. 2001:
- Politik der Weltgesellschaft. Identität und Recht im Kontext internationaler Vergesellschaftung. 2002.
- 2002:   (Wiss. Konzeption und Leitung zus. m. Klaus Hurrelmann und Infratest Sozialforschung) Jugend 2002: 14. Shell-Jugendstudie, hg. von der Deutschen Shell.
- 2002:   (Hg. zus. mit Dirk Lehmkuhl) Sonderheft ”Transnationales Recht”. Zeitschrift für Rechtssoziologie.
- 2004:  (Hg. zus. mit Lena Hilkermeier) Observing International Relations: Niklas Luhmann and World Politics. London.
- 2004:   (Hg. zus. mit Bruno Schoch und Bernhard Moltmann) Die Entgrenzung der Politik. Internationale Beziehungen und Friedensforschung.

Albert schreibt außerdem Artikel für Zeitschriften wie z. B. Zeitschrift für internationale Beziehungen, Global Society, Geopolitics, Österreichische Zeitschrift für Politikwissenschaft und Zeitschrift für Soziologie. Seit 1996 hat er bei über 30 weiteren Büchern mitgewirkt, u. a. mit Lothar Brock, Friedrich Kratochwil, Stephan Hessler, Klaus Hurrelmann, Ruth Linssen und Jochen Walter.